# 走出去

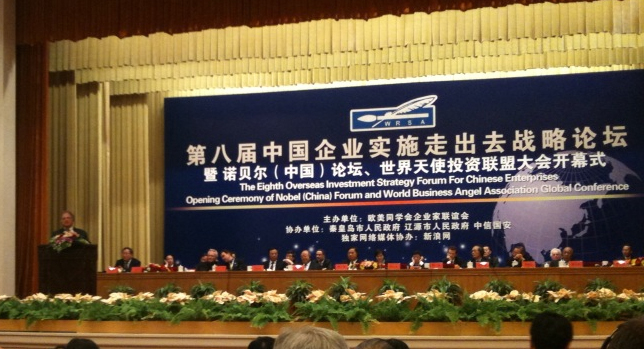
第８届走出去戦略論壇

走出去（ゾウチュチィ、拼音: Zǒuchūqù、英語：Go Global）とは、中華人民共和国が積極的に支持している海外の投資戦略のことである。多くの国々が外国からの資本受け入れ（中国語で引進来（引进来、インジンライ、拼音: Yǐnjìnlái）に躍起になり、海外への投資に消極的であるのに対し、中国は外資導入と対外投資に積極的である。走出去戦略の略称として「走出去」と呼ぶ。

## 理由
中国が走出去戦略を行う主因は以下の三つであった。
1. 中国の世界最大の外貨準備高。これにより、人民元は切り上げ圧力にさらされており、国際世論は変動相場制の採用を要求している。巨額の外貨準備を有効に活用するために、中国は海外の優良資産を購入している。
2. 中国が改革開放を実施、2001年には世界貿易機関に加盟したことにより、市場開放が進んだ。その結果、世界の優良企業が中国市場に参入すると中国政府は予想した。そこで、中国企業が海外から先進的な技術や経営ノウハウを学ぶことで中国企業が、競争に生き残れるようにするため。
3. 中国が世界トップクラスの企業を持つべきだという、国家の威信。

## 歴史
走出去戦略は1999年、中国政府が海外投資を推進したことにより始まる。中国政府と中国国際貿易促進委員会（zh / en, CCPIT）は、中国企業が中国市場及び海外市場で発展するための国際的戦略を支持する政策を打ち出した。政策の主要なポイントは以下の五つである。
1. 中国の直接対外投資の増加
2. 製品の多様化
3. プロジェクトの質の改善
4. 中国市場における融資チャネルの改善
5. EU及び米国市場における、中国企業のブランドの向上

走出去戦略実施後、中国企業とりわけ国有企業の海外投資は増加した。1991年に30億元に過ぎなかった対外投資は、2003年に350億元、2007年には920億元に達した。中国政府の支持のもと、対外投資は増加し、中国は低廉かつ豊富な労働力により「世界の工場」となった。
国有企業改革の一環として、中国政府は国務院国有資産監督管理委員会（zh / en, SASAC）を設立した。国務院国有資産監督管理委員会は中国の証券市場を改革し、中国の対外投資をサポートした。国務院国有資産監督管理委員会の役割は以下の五点である。
1. 国有企業の監督と評価
2. 国有企業の監督
3. 経営上層部の採用
4. 中国における競争法の改善
5. 法律による地方の国有企業の調整

国務院国有資産監督管理委員会は北京財産権取引所（北京产权交易所、en, CBEX）など四つの取引所を運営している。とりわけ、北京財産権取引所は日、米、伊の三国共同により設立された。ミラノ財産権取引所（zh / en / it, CMEX）は2007年、ミラノに設立され、北京財産権取引所初の海外パートナーとなった。ミラノ財産権取引所は中国企業がイタリアをはじめヨーロッパ諸国に進出する際の橋渡しの役割を担っている。800人以上の弁護士を抱える中国最大の法律事務所である金杜（King & Wood）は日本とアメリカに支店を開設した。600人以上のスタッフを抱える国浩弁護士事務所（Grandall Legal Group）は中国企業がヨーロッパに進出するのを支援するためにヨーロッパに弁護士事務所を構え、また、卡罗尼（Carone & Partners）が国浩弁護士事務所のパートナーとなった。

## 走出去戦略の事例
走出去戦略の事例として主なものに以下のものがある。
| 年月       | 投資主体                    | 投資対象国     | 投資対象企業                         | 結果 |
| ---------- | --------------------------- | -------------- | ------------------------------------ | --- |
| 2004年8月  | 上海電気集団                | 日本           | 池貝                                 | 2001年に民事再生法を申請した、元東証・大証上場企業の工作機械メーカーである池貝は上海電気集団から第三者割当増資を受け、経営再建を図る。買収金額4.8億円、20億円を資金援助。 |
| 2005年5月  | 聯想集団                    | アメリカ       | IBMのパソコン部門                    | IBMパソコン事業をすべて買収 推定買収金額17億5000万ドル。 |
| 2005年5月  | CNOOC                       | アメリカ       | ユノカル                             | 185億ドルの買収提案、失敗。 |
| 2005年7月  | 南京汽車                    | イギリス       | MGローバー                           | 経営破綻したMGローバーを推定5000万UKポンドで買収。 |
| 2005年10月 | CNOOC                       | カザフスタン   | ペトロカザフスタン（en）             | 41億8000万ドルで買収、日量15万バレル。 |
| 2007年5月  | 中国投資有限責任公司（CIC） | アメリカ       | ブラックストーン・グループ           | 30億ドルの出資。 |
| 2007年12月 | 中国投資有限責任公司        | アメリカ       | モルガン・スタンレー                 | サブプライム・ローンによる巨額の損失で苦しむモルガン・スタンレーに50億ドル出資。                                                                                          |
| 2008年9月  | 中聯重科                    | イタリア       | Cifa                                 | 買収し、世界最大のコンクリート機械メーカーに。 |
| 2009年2月  | 中国鋁業                    | オーストラリア | リオ・ティント                       | 195億ドルの出資の計画も6月に契約破棄され、失敗。 |
| 2009年2月  | 湖南華菱鋼鉄集団            | オーストラリア | フォーテスキュー・メタルズ・グループ | 鉄鉱石が目的 出資比率16.5% 投資額5億5800万AUD |
| 2009年4月  | 中国五鉱集団（zh）          | オーストラリア | Ozミネラルズ（en）                   | 亜鉛など金属が目的 出資比率 NA 投資額13億8600万AUD |
| 2009年5月  | 中国有色鉱業集団            | オーストラリア | ライナス                             | レアアースが目的 出資比率51.6% 投資額2億5200万AUD |
| 2009年6月  | 蘇寧電器                    | 日本           | ラオックス                           | ラオックスは蘇寧電器の傘下に入り、経営再建を図る。 |
| 2009年6月  | 四川騰中重工機械            | アメリカ       | GM・ハマーブランド                   | ハマーブランドの譲渡に暫定合意し、10月正規に合意後、交渉も、 中国商務部が2010年2月24日までに買収計画を却下、 四川騰中は新しい方法で買収を模索とのこと。                   |
| 2009年6月  | 有色金属華東地質勘査局      | オーストラリア | アラフラ・リソーシズ                 | レアアースが目的 出資比率25% 投資額2294万AUD |
| 2009年7月  | 西北有色地質勘査局          | オーストラリア | メリディアン・リソーシズ             | 亜鉛が目的 出資比率15% 投資額1050万AUD |
| 2009年8月  | 兗州煤業（zh）              | オーストラリア | フェリックス・リソーシズ             | 石炭が目的 出資比率100% 投資額35億AUD |
| 2009年9月  | 広東核電集団                | オーストラリア | エナジー・メタルズ                   | ウランが目的 出資比率70% 投資額8360万AUD |
| 2010年4月  | 比亜迪汽車（BYD）           | 日本           | オギハラ                             | BYDがオギハラの群馬県館林市にある工場を買収。オギハラのハイレベルの金型技術獲得が目的。                                                                                   |
| 2010年7月  | 山東如意科技集団有限公司    | 日本           | レナウン                             | レナウンは山東如意科技集団有限公司から第三者割当増資約40億円を受け、山東如意科技集団有限公司の傘下に入り、経営再建を図る。                                                |
| 2010年8月  | 浙江吉利控股集団            | スウェーデン   | ボルボ・カーズ                       | フォード・モーターより買収。浙江吉利は8月2日、現金13億ドルを支払い、買収関連で証券2億ドルを発行。                                                                         |
| 2010年12月 | 中国航空工業集団            | アメリカ       | コンチネンタル・モータース           | テレダインより買収。 |

表外にも中国の三大国有石油企業（中国石油天然気集団公司（CNPC、子会社に中国石油天然気（ペトロチャイナ））、中国石油化工（Sinopec、子会社に中国石油化工集団公司（シノペック））、中国海洋石油総公司（CNOOC）は旧ソ連諸国（ロシア、カザフスタン、アゼルバイジャンなど）、中東（イラク、イラン、サウジアラビア、シリアなど）、アフリカ諸国（エジプト、スーダン、リビア、アルジェリア、ナイジェリア、アンゴラなど）、北中南米（メキシコ、カナダ、ベネズエラ、エクアドル、ブラジルなど）に多くの利権獲得をしている。
中国企業による対外投資は、それまでは発展途上国などの資源分野に集中していたが、先進国の先端技術やブランドをもつ企業に広がってきた。例えば、安邦保険集団がニューヨークの最高級ホテルであるウォルドルフ＝アストリアを買収した例、TCL集団がテレビのRCAやスマートフォンのBlackBerryなどのブランドを取得した例、大連万達集団がレジェンダリー・ピクチャーズやAMCシアターズなどアメリカの映画業界を買収した例、中国化工集団がイタリアの高級タイヤの会社であるピレリやスイスの農薬大手企業のシンジェンタを買収した例、紫光集団や華潤集団が米国のマイクロン・テクノロジーやウェスタン・デジタルとフェアチャイルドセミコンダクターなど半導体大手に対して出資を持ちかけた例、テンセントがライアットゲームズなど欧米のゲーム大手を買収した例、アメリカ電機大手のゼネラル・エレクトリックの家電部門を海爾集団が買収した例、吉利汽車と海航集団や美的グループがドイツの自動車大手ダイムラーとドイツ銀行や産業用ロボット大手クーカの筆頭株主になった例などが挙げられる。
日本でも中国の政府系ファンドとされるOD05オムニバスチャイナトリーティによってトヨタ自動車など200社前後もの日本企業の大量株取得が起きており、東芝は家電事業を美的グループや海信集団に買収され、日本の製造業で戦後最大の経営破綻をしたタカタも中国企業の米国子会社を通じて買収され、事実上の国策企業だったジャパンディスプレイは中国と台湾の企業連合による買収を受け入れ、IBMのPC事業を買収した聯想集団はNECや富士通ともPC事業で統合するなど技術力を持つ日本企業への投資も進んでる。日本の技術力に興味を持つ胡錦濤指導部や「産業の高度化」を国策に掲げる習近平指導部の意向も働いているとされる。
中国商務省によると、2015年の中国企業の対外直接投資額（金融を除く）は、1180億ドル（約14兆円）となり、前年比で15パーセント増加し、過去最高を記録した。足元の国際経済の減速が続く中、それでも対外投資の拡大に動く背景には、技術力やブランド力を高めないと、成長維持がおぼつかないとの危機感があるとされる。企業買収の専門サイトディーロジックによると、2015年の中国企業による外国企業の買収案件は約600件であり、金額は計1123億ドルで、2014年を5割以上も上回って過去最高であった。中国経済の伸びが鈍るなかで、企業は国外でも利益をあげることの必要性を意識している。元安傾向が続くなか、「さらなる下落の前に買おうとする心理も働いている」との分析もある。また、中国企業の外国企業の買収の特徴として、現地市場での経験や販売ルートをより早く確実に手に入れようと、業界の常識を上回る買収金額を示すことがある。

## 諸外国の対応
アメリカと敵対的なイラン、スーダン、ベネズエラなど反米を掲げる諸国にまで中国の対外投資は拡大していることもあり、権益をめぐっての対立が発生している。また、オーストラリアのように、中国の投資を歓迎する一方で資源権益取得に規制をかける動きも出てきている。2010年、日本も中国企業に対抗するために、石油天然ガス・金属鉱物資源機構（JOGMEC）法改正により、日本企業が権益を取得する場合、その5割以下の範囲でJOGMECが出資できるようにしていこうとしている。